# Strasti po Matveju
Strasti po Matveju (russisk: Страсти по Матвею) er en russisk spillefilm fra 2023 af Sergej Ilin.

## Medvirkende
- Denis Vlasenko som Matthew
- Valeriia Zoidova som Agatha
- Timofej Tribuntsev som Theodore
- Aleksej Rozin
- Olga Medynitj
- Anar Khalilov som Major Robert
- Olga Bodrova som Barbara
- Aleksandr Mizev som Cyrus